# إينوك باول
جون إينوك باول (بالإنجليزية: Enoch Powell)‏ (16 يونيو 1912 - 8 فبراير 1998) كان سياسي إنجليزي، وأديب كلاسيكي، وعالم لغوي، وشاعر. شغل منصب عضو المحافظين في البرلمان عن حزب ألستر الوحدوي (1974–87)، ووزير الصحة (1960-1963). حقق أبرز مكانة له في عام 1968، عندما ألقى خطابا مثيرا للجدل حول الهجرة. ردا على ذلك، أقيل من منصبه كأمين للدفاع (1965-1968) في حكومة إدوارد هيث. وبعد ثلاثين عاما علق هيث ان تصريحات باول على «العبء الاقتصادي الناجم عن الهجرة» كانت «لا يخلو من البصيرة».
أظهر استطلاع للرأي أن 74٪ من سكان المملكة المتحدة متوافقون مع آراء باول، وأنصاره يدعون أن هذا الدعم الشعبي الكبير والذي جذبه باول ساعد المحافظين للفوز في الانتخابات العامة عام 1970 [6]، وربما يكلفهم الانتخابات العامة في فبراير 1974.
قبل دخوله معترك السياسة، كان أديبا كلاسيكيا، وأصبح أستاذا في اللغة اليونانية القديمة في سن ال 25. وخلال الحرب العالمية الثانية، خدم في كلا الموقفين: الموظفين والاستخبارات، ووصل إلى رتبة عميد في أوائل الثلاثينات. كما كتب الشعر، وأول أعماله نشرت في عام 1937، فضلا عن العديد من الكتب حول الموضوعات الكلاسيكية والسياسية.

## روابط خارجية
- إينوك باول على موقع الموسوعة البريطانية (الإنجليزية)
- إينوك باول على موقع مونزينجر (الألمانية)
- إينوك باول على موقع إن إن دي بي (الإنجليزية)
- إينوك باول على موقع ديسكوغز (الإنجليزية)